# A Twist in My Story (singolo)
A Twist in My Story è un singolo di Secondhand Serenade, il secondo estratto dall'omonimo album, pubblicato il 5 febbraio 2008.

## Il brano
A Twist in My Story è un brano prettamente acustico, in cui percussioni e archi fanno da contorno a partire dalla seconda strofa. In un'intervista a MTV John Vesely dichiarò che la scrittura del brano è stata ispirata alle sensazioni che ebbe l'artista quando seppe che sarebbe diventato padre per la prima volta:
(John Vesely)
Nella stessa occasione, Vesely ha dichiarato che A Twist in My Story è una delle sue canzoni preferite dell'album e che è rimasto piuttosto soddisfatto di come sia venuta fuori la produzione del brano.

## Tracce
Testi e musiche di John Vesely.
1. A Twist in My Story – 4:16

## Formazione
- John Vesely – voce, chitarra acustica, piano, arrangiamenti orchestrali
- Geno Lenardo – chitarra acustica, arrangiamenti orchestrali